# Sertularella billardi
Sertularella billardi är en nässeldjursart som beskrevs av Vervoort 1993. Sertularella billardi ingår i släktet Sertularella och familjen Sertulariidae. Inga underarter finns listade i Catalogue of Life.